# Le Vol des dragons
Le Vol des dragons est un roman de fantasy écrit par Robin Hobb. Traduction française de la première moitié du livre original Blood of Dragons publié en 2013, il a été publié en français le 19 avril 2013 aux éditions Pygmalion et constitue le septième tome du cycle Les Cités des Anciens.

## Résumé
En Chalcède, le chancellier Ellik achète Selden Vestrit puis l'amène à son duc en échange de la main de sa fille, son unique héritière. Trop amoindri physiquement, il est gardé captif dans les appartements de Chassim, la fille du duc, en compagnie de cette dernière, elle aussi prisonnière. Elle est chargée de veiller à ce que Selden reprenne des forces mais elle ne lui cache pas la sinistre vérité à propos de son funeste sort : il est destiné à être mangé par son père dans l'espoir que cela lui donne des années de vie supplémentaires.
À Cassaric, Hest Finbok, essaye de mettre Reddine, qui l'a suivi dans son voyage, en première ligne dans l'accomplissement de la mission qui lui a été imposée violemment par un marchand chalcédien. Cela ne convient pas du tout à ce dernier qui tue Reddine de sang-froid puis force Hest à embarquer avec lui sur un navire d'un nouveau type venu de Terrilville, résistant à l'eau acide du désert des Pluies et capable ainsi de remonter le fleuve en direction de Kelsingra.
La dragonne Tintaglia, blessée à la suite d'une attaque chalcédienne, a décidé de quitter la compagnie du dragon Glasfeu dans le Sud et de remonter retrouver Malta et Reyn Khuprus afin qu'ils la soignent. Elle arrive à Cassaric où elle est fraîchement accueillie par les habitants qui lui apprennent que les deux Anciens sont partis à la recherche de Kelsingra.
À Kelsingra, les dragons parviennent à apprendre à voler les uns après les autres. Mais ils désespèrent de trouver de l'Argent, une substance qui leur est nécessaire et qui jadis se trouvait dans un puits au cœur de la cité. Le Mataf, en approche avec à son bord Malta et Reyn Khuprus, leur fils Ephron ainsi que Tillamon Khuprus, la sœur de Reyn, est suivi par un bateau venu de Terrilville. Les dragons le poussent à faire demi-tour. Le bateau rencontre alors celui dans lequel se trouve Hest et le marchand chalcédien Dargen qui en a fait son serviteur. Dargen et ses acolytes prennent possession du second navire. Tintaglia les croise sur sa route vers Kelsingra et se fait immédiatement attaquer. Trop épuisée par sa blessure pour les tuer tous, elle fuit, espérant avoir assez de force pour rejoindre Kelsingra. Heureusement pour elle, les autres dragons ont perçu sa détresse et ils décollent tous pour aller à son secours.